# 6e cérémonie des Chicago Film Critics Association Awards
La 6e cérémonie des Chicago Film Critics Association Awards, décernés par la Chicago Film Critics Association a récompensé les films réalisés dans l'année 1993.

## Palmarès
- Meilleur film :
  - La Liste de Schindler (Schindler's List)
- Meilleur réalisateur :
  - Steven Spielberg pour La Liste de Schindler (Schindler's List)
- Meilleur acteur :
  - Liam Neeson pour La Liste de Schindler (Schindler's List)
- Meilleure actrice :
  - Holly Hunter pour La Leçon de piano (The Piano)
- Meilleur acteur dans un second rôle :
  - Ralph Fiennes pour La Liste de Schindler (Schindler's List)
- Meilleure actrice dans un second rôle :
  - Joan Allen pour Nixon
- Acteur le plus prometteur :
  - Leonardo DiCaprio pour Gilbert Grape (What's Eating Gilbert Grape?)
- Actrice la plus prometteuse : 
  - Ashley Judd pour Ruby in Paradise
- Meilleur scénario :
  - La Liste de Schindler (Schindler's List) – Steven Zaillian
- Meilleure musique de film :
  - La Leçon de piano (The Piano)  – Michael Nyman
- Meilleur film en langue étrangère :
  - La Leçon de piano (The Piano) •  Nouvelle-Zélande